# Óscar Cáceres
Óscar Cáceres López (ur. 22 czerwca 1932 w Huaraz) – peruwiański strzelec, olimpijczyk. 
Brał udział w igrzyskach olimpijskich w latach 1956 (Melbourne), 1964 (Tokio) i 1980 (Moskwa). Startował łącznie w sześciu konkurencjach, w których zajmował miejsca poza czołową dwudziestką (najwyższe miejsce – 21. – zajął w Melbourne, w konkurencji karabinu małokalibrowego w pozycji leżącej z 50 metrów).
Zdobył dwa medale igrzysk panamerykańskich, oba w rywalizacji drużynowej: srebrny w 1959 w Chicago w konkurencji karabinu małokalibrowego na 50 m leżąc i brązowy 1963 w São Paulo w strzelaniu z karabinu małokalibrowego w trzech postawach z odl. 50 m. w tej ostatniej konkurencji zajął na tych igrzyskach 6. miejsce indywidualnie.

## Wyniki olimpijskie
| Igrzyska | Konkurencja                                    | Wynik | Miejsce     | Źródło |
| -------- | ---------------------------------------------- | --- | ----------- | ------ |
| IO 1956  | Karabin małokalibrowy, trzy postawy, 50 metrów | 1135 punktów W pozycji leżącej – 397 punktów (100-99-100-98) W pozycji klęczącej – 382 punkty (97-94-94-97) W pozycji stojącej – 356 punktów (89-83-93-91) | 25 (na 44)  | [ 3 ]  |
| IO 1956  | Karabin małokalibrowy leżąc, 50 metrów         | 594 punkty (97-98-99-100-100-100) | 21 (na 44)  | [ 4 ]  |
| IO 1964  | Karabin małokalibrowy, trzy postawy, 50 metrów | 1114 punktów W pozycji leżącej – 388 punktów (99-98-97-94) W pozycji klęczącej – 378 punktów (90-94-97-97) W pozycji stojącej – 348 punktów (87-90-84-87)  | 30 (na 53)  | [ 5 ]  |
| IO 1964  | Karabin małokalibrowy leżąc, 50 metrów         | 584 punkty (98-97-95-97-98-99) | 49 (na 73)  | [ 6 ]  |
| IO 1980  | Karabin małokalibrowy, trzy postawy, 50 metrów | 1117 punktów W pozycji leżącej – 395 punktów (98-100-99-98) W pozycji klęczącej – 376 punktów (92-94-95-95) W pozycji stojącej – 346 punktów (86-89-87-84) | 30T (na 39) | [ 7 ]  |
| IO 1980  | Karabin małokalibrowy leżąc, 50 metrów         | 590 punktów (98-98-100-100-97-97) | 38T (na 56) | [ 8 ]  |